# Пилипенко, Павел Прокопьевич
Павел Прокопьевич Пилипенко (23 октября [4 ноября] 1877 — 3 февраля 1940, Москва) — русский и советский учёный-геолог, минералог, геохимик, профессор Томского, Саратовского и Московского университетов.

## Биография
Родился 23 октября (4 ноября) 1877 года в деревне Барановая (Валковский уезд, Харьковская губерния), в крестьянской семье.
В 1899 году поступил в Московский университет и в 1902 году окончил естественное отделение физико-математического факультета. Был оставлен при кафедре минералогии университета, но в 1903 году перешёл ассистентом в Томский университет, где участвовал в создании минералогического музея и стал его хранителем. Коллекции музея и минералогические материалы экспедиций (1911—1915) в районах Алтая и Минусинского края легли, впоследствии, в основу его работы «Минералогия Западного Алтая».
С 1908 года — приват-доцент с исполнением обязанностей профессора, заведующий кафедрой минералогии и геологии Томского университета. С 1913 года, одновременно, находился на должности профессора минералогии на кафедре геологии Сибирских Высших женских курсов. В 1915 году защитил диссертацию на учёную степень магистра минералогии и геогнозии.
В 1917—1926 годах — профессор кафедры минералогии Саратовского университета. Здесь им был создан минералогический музей, куда вошли коллекции минералов из Радищевского музея, частные коллекции и собрание минералов, привезенное из Академии наук.
В 1926 году переехал в Москву. По рекомендации В. И. Вернадского и А. Е. Ферсмана, занял должность профессора кафедры минералогии физико-математического факультета Московского университета (1927—1930). Работал также в должности директора научно-исследовательской части минералогии и петрографии при Московском университете и был председателем Предметной комиссии по минералогии там же.
В 1929 году организовал большую минералогическую экспедицию для изучения Слюдянского флогопитового месторождения, а позднее — плавиковошпатовых месторождений Забайкалья.
С 1930 года до конца жизни был заведующим кафедрой минералогии и кристаллографии Московского геологоразведочного института, внеся существенный вклад в становление института, как самостоятельного специализированного головного института по геологоразведочному образованию. Получил учёную степень доктора геолого-минералогических наук (1934, без защиты диссертации).
В воспоминаниях В. И. Вернадского (со ссылкой на А. Е. Ферсмана) Павел Прокофьевич в педагогической практике работы со студентами ориентировал студентов на самостоятельную работу с книгами по неясным вопросам, а не давал разъяснения. Среди учеников П. П. Пилипенко много известных минералогов, в том числе П. В. Калинин, также работавший в Прибайкалье.
Основные его работы посвящены развитию генетического направления в минералогии, а часть работ — региональной минералогии (в частности, Алтая).
Скончался 3 февраля 1940 года в Москве. Похоронен на Введенском кладбище (11 уч.).

## Научная деятельность
Область научных интересов: региональная и генетическая минералогия, петрография, геохимия. Он автор свыше 50 работ. В 1910 году описал алтайский метеорит. Ряд работ посвящён вопросам оледенения Алтая. Изучал крупнейшие рудные районы страны.
Установил, что благодаря различию физико-химических условий растворов и окружающей среды минералы возникают как этапы по пути выравнивания этих условий: по мере того как система приближается к состоянию равновесия, старые минералы исчезают, а новые появляются. Считал, что в основе химической жизни земной коры лежат 3 фактора: энергия тяготения, эндогенная и экзогенная энергия. Установил, что скарнирование генетически связано с более основными типами кислой магмы (гранодиориты, сиенитдиориты и их аналоги) или же с основной магмой. Считал, что решающим фактором контактового изменения пород является химический состав магмы: богатая железом и кальцием приводит к образованию скарнов, а бедная железом, но с большим содержанием алюминия и щёлочей приводит к появлению алюмощелочных силикатов в виде слюд, альмандина и др. Он исследовал геохимию лития, бора, свинца и цинка; доказал возможность концентрации лития в гипергенной зоне. Выделил 3 типа парагенетических ассоциаций элементов: физико-химический, кристаллохимический и метаморфный.

### Основные публикации
- «Литий в глауконитах» (1927)
- «О зависимости между распространённостью химических элементов в земной коре и их способностью к минеральной индивидуализации» (1930).

## Память
Именем П. П. Пилипенко была названа одна из копей в окрестностях горы Слюдянки.